# First International Computer
La First International Computer Inc. (in cinese: 大眾電腦股份有限公司) è un'azienda taiwanese produttrice di componenti elettronici e di periferiche per computer. È quotata alla Borsa di Taiwan.

## Storia e generalità
Fondata nel 1980 a Taipei da Ming-Jen Chien, l'azienda produce schede madri, schede video, sistemi embedded e memorie per computer. Inoltre produce anche componenti per telefoni cellulari. Il gruppo FIC ha una forza lavoro di oltre 6000 dipendenti provenienti da 2 siti di produzione / assemblaggio di progettazione elettronica e 3 filiali a Taiwan, Cina continentale e Stati Uniti.